# Gare de Chartres
Gare de Chartres vasútállomás Franciaországban, Chartres településen.

## Vasútvonalak
Az állomást az alábbi vasútvonalak érintik:
- Párizs–Brest-vasútvonal
- railway line from Chartres to Dreux
- Chartres–Bordeaux-vasútvonal
- Ouest-Ceinture-Chartres-vasútvonal
- Chartres-Orléans-vasútvonal

## Kapcsolódó állomások
A vasútállomáshoz az alábbi állomások vannak a legközelebb:
- Gare d’Amilly-Ouerray (Gare de Brest, Párizs–Brest-vasútvonal)
- Gare de La Villette-Saint-Prest (Paris Gare Montparnasse, Párizs–Brest-vasútvonal)
- Gare de Voves
- Gare de Lucé